# Aleksander Borisovič Fok
Aleksander Borisovič Fok (rusko Александр Борисович Фок), ruski general, * 1763, † 1825.
Bil je eden izmed pomembnejših generalov, ki so se borili med Napoleonovo invazijo na Rusijo; posledično je bil njegov portret dodan v Vojaško galerijo Zimskega dvorca.

## Življenje
Rodil se je glavnemu dvornemu vrtnarju. Sprva je vstopil v diplomatsko službo, a je leta 1780 pričel z vojaško kariero. 9. septembra 1878 je bil povišan v poročnika; sodeloval je v vojnah proti Turkom (1787–91), Švedom (1788–90) in Poljakom (1794). 
10. septembra 1799 je bil povišan v generalmajorja in imenovan za poveljnika vseh mejnih artilerijskih bataljonov na Finskem. 26. januarja 1800 je bil odpuščen iz vojaške službe, ker ni prijavil aretiranega častnika. 
A že 15. marca 1801 je bil ponovno vpoklican in imenovan za poveljnika 2. artilerijskega bataljona. 21. maja 1803 je bil zadolžen za ustanovitev 2. konjeniškega artilerijskega bataljona. 
28. decembra 1803 je ponovno zapustil vojaško službo; 10. januarja 1807 je bil spet aktiviran, tokrat kot poveljnik ruske vojske v Prusiji. 12. septembra 1811 je postal poveljnik 18. pehotne divizije. 
Dokončno se je upokojil 29. decembra 1819.